# هوغو توريس
هوغو توريس (بالإسبانية: Hugo Torres) هو لاعب اتحاد الرغبي أرجنتيني، ولد في 24 أبريل 1962 في قرطبة في الأرجنتين.